# سلغوريون
السلغوريون ؛ سلغُریين أو أتابكة فارس (بالفارسية: اتابکان فارس) هم سلالة من الأصول التركمانية حكمو فارس، أولا بصفتهم أتباعا للسلاجقة ثم للخوارزميون في القرن الثالث عشر ميلادي. نشأت دولتهم سنة 543 هـ / 1148 م على يد سنقر بن مودود بن سلغر الذي كان قد استفادت من الثورات في عهد السلطان السلجوقي مسعود بن محمد بن ملكشاه. جاء بعدهم الإيلخانيون.

## قائمة حكام السلغُريون
| الاسم                         | بداية حكمه | نهاية حكمه |
| ----------------------------- | ---------- | ---------- |
| سنقر بن مودود                 | 1148       | 1160       |
| مظفر الدين زنكي بن مودود      | 1160       | 1174       |
| تكلة بن زنكي                  | 1174       | 1194       |
| طغرل بن سنقر                  | 1194       | 1203       |
| سعد الدين بن زنكي             | 1203       | 1231       |
| أبو بكر قتلغ خان بن سعد الدين | 1231       | 1260       |
| سعد الدين                     | 1260       | 1260       |
| عضد الدين محمد بن سعد الدين   | 1260       | 1262       |
| محمد شاه بن سلغر              | 1262       | 1263       |
| سلجوق بن سلغر                 | 1263       | 1264       |
| أيش خاتون                     | 1264       | 1287       |